# Майкъл Хоутън
Майкъл Хоутън (на английски: Michael Houghton) е английски вирусолог, работил главно в Съединените щати и Канада.

## Биография
Роден е през 1949 година в Лондон в семейството на шофьор. През 1972 година завършва биология в Университета на Източна Англия, а през 1977 година защитава докторат по биохимия в Кингс Колидж. Започва работа във фармацевтичната компания „Джи Ди Сърл“, през 1981 година се премества в американската „Кайрън Корпорейшън“, а през 2007 година – в „Епифани Байосайънсис“, от 2009 година преподава в Университета на Албърта. В своите изследвания той пръв идентифицира генетичните характеристики на вируса, причиняващ хепатит C, а през следващите години играе активна роля в създаването на тестове за диагностициране на болестта.
През 2020 година Хоутън, заедно с Харви Алтър и Чарлз Райс, получава Нобелова награда за физиология или медицина за откриването на вируса на хепатит C.